# Didier Motchane
Didier Motchane (Paris, 17 de setembro de 1931 – Montreuil, 29 de outubro de 2017) foi um político francês. É filho de Léon Motchane. Graduado em administração na École Nationale e fundador do Centro de Estudos, de Pesquisa e de Educação Socialista foi o criador do símbolo socialista da rosa sustentada por um punho, utilizado no Brasil pelo Partido Democrático Trabalhista. Serviu como membro do Parlamento Europeu de 1979 a 1989.

## Vida pessoal
Didier Motchane nasceu em 17 de setembro de 1931, em Paris, na França. Era filho do matemático Léon Motchane. Teve três filhos. Foi casado com a cineasta francesa Dominique Cabrera.

## Morte
Didier Motchane morreu em 29 de outubro de 2017, aos 86 anos, na comuna francesa de Montreuil, vítima de um câncer.

## Símbolo ideológico

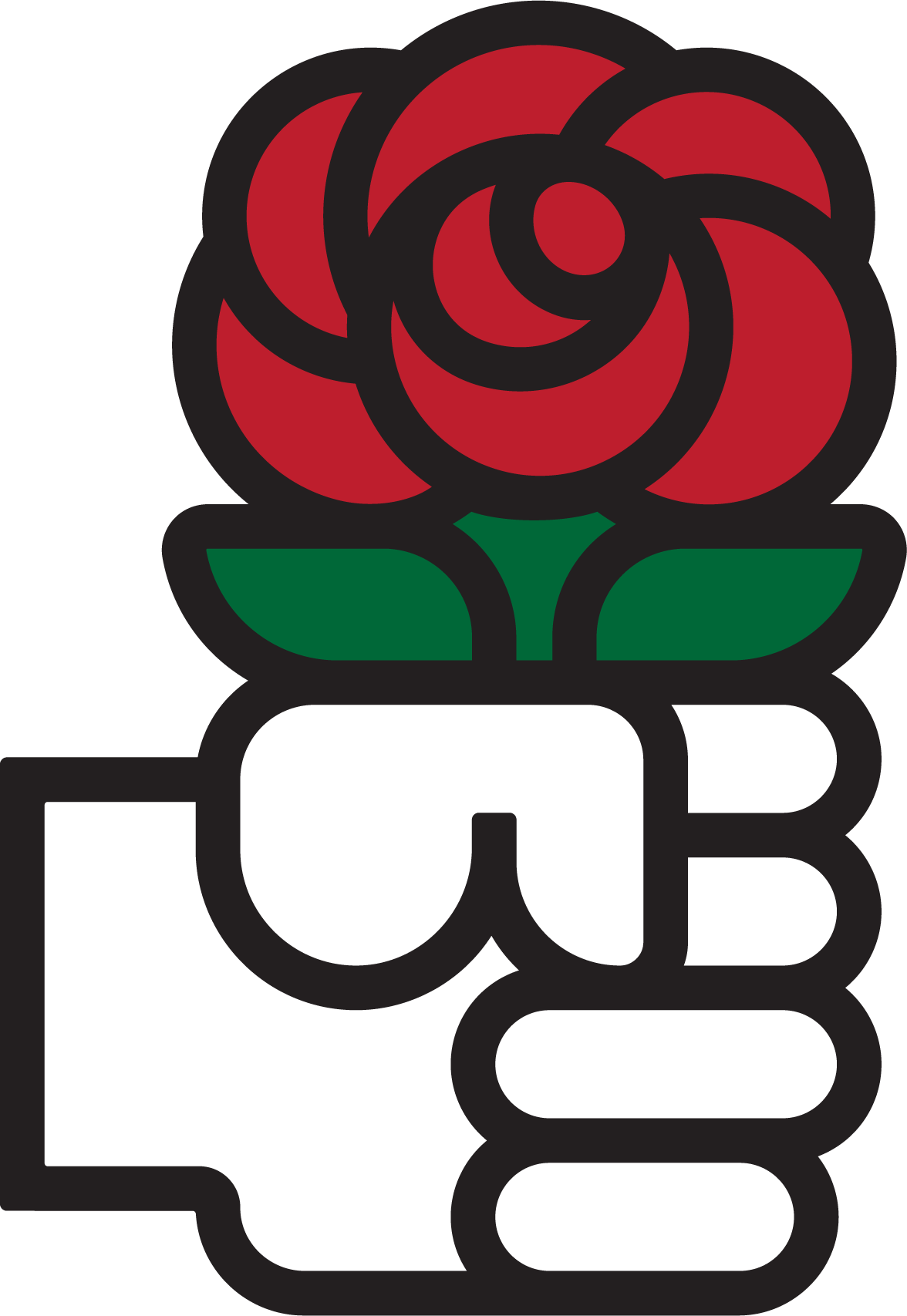
O punho e a rosa, símbolo da social-democracia, criado por Didier Motchane

Didier Motchane foi o criador do símbolo do punho e da rosa, que representa a social-democracia. No Brasil, a figura é usada pelo Partido Democrático Trabalhista (PDT).